# Sevnica
Sevnica este un oraș din comuna Sevnica, Slovenia, cu o populație de 4.933 de locuitori.